# Estonie aux Jeux olympiques d'hiver de 1992
L'Estonie participe aux Jeux olympiques d'hiver de 1992, qui ont lieu à Albertville en France. Ce pays, représenté par 19 athlètes, prend part aux Jeux d'hiver pour la troisième fois de son histoire. C'est la première fois depuis 1936 que l'Estonie prend part aux Jeux olympiques en tant que pays indépendant puisque les athlètes estoniens participent entre-temps avec l'Union soviétique. L'Estonie ne remporte pas de médaille en 1992,.